# Créteil
Créteil ist eine französische Gemeinde mit 92.859 Einwohnern (Stand 1. Januar 2022) in der südöstlichen Banlieue von Paris, Präfektur des Départements Val-de-Marne in der Region Île-de-France. Die Einwohner werden Cristoliens genannt.
Die Stadt ist seit 1966 Sitz des römisch-katholischen Bistums Créteil. Ferner befindet sich in Créteil auch der Hauptcampus der Universität Paris XII.

## Lage
Die Stadt liegt an der Marne, elf Kilometer südöstlich des Zentrums von Paris und gehört damit zum Großraum Paris. Im Südwesten des Stadtgebiets liegt der künstlich angelegte Lac de Créteil am Rande eines größeren Parks mit zahlreichen Freizeitmöglichkeiten.

## Bevölkerungsentwicklung
| Jahr      | 1793 | 1856  | 1901  | 1931   | 1954   | 1962   | 1968   | 1975   | 1982   | 1990   | 1999   | 2017   | 2021   |
| --------- | ---- | ----- | ----- | ------ | ------ | ------ | ------ | ------ | ------ | ------ | ------ | ------ | ------ |
| Einwohner | 946  | 1.733 | 4.923 | 11.596 | 13.793 | 30.403 | 49.197 | 59.023 | 71.693 | 82.088 | 82.154 | 90.605 | 92.989 |

## Verkehr
Die Pariser Metrolinie 8 verbindet die Stadt mit dem Verkehrsnetz im Großraum Paris. Créteil hat vier U-Bahnhöfe, die Station Pointe du Lac ist die östliche Endstation der Linie 8. Ferner wird die Stadt von den Linien RER D und RER A des regionalen Schnellbahnnetzes RER bedient. Zahlreiche Buslinien sorgen für eine gute Erschließung der Stadt durch den öffentlichen Personennahverkehr.
Im Westen verläuft die Pariser Ringautobahn Autoroute A 86 mit zwei Anschlussstellen.

## Kultur und Sehenswürdigkeiten
- ein neolithischer Schleifstein
- Taubenhaus aus dem 14. Jahrhundert (Monument historique)[1]
- Präfektur am Lac de Créteil und die Residenz des Präfekten, das sogenannte Château des Mèches (1863)
- im Jahr 1976 eingeweihte und 1987 zur Kathedrale erhobene Kirche Notre-Dame de Créteil, die in dieser Funktion die seit 1966 als Kathedrale fungierende Kirche St. Louis de Choisy-le-Roi ablöste.
- Justizpalast (1976–1978), Architekt Daniel Badani
- Kunst- und Kulturzentrum Maison des Arts de Créteil (MAC)
- Monument à la Résistance et à la Déportation (1974), ein Denkmal zur Erinnerung an Widerstand und Deportation, in der Nähe der Präfektur

Regelmäßig findet ein Frauenfilmfestival statt.

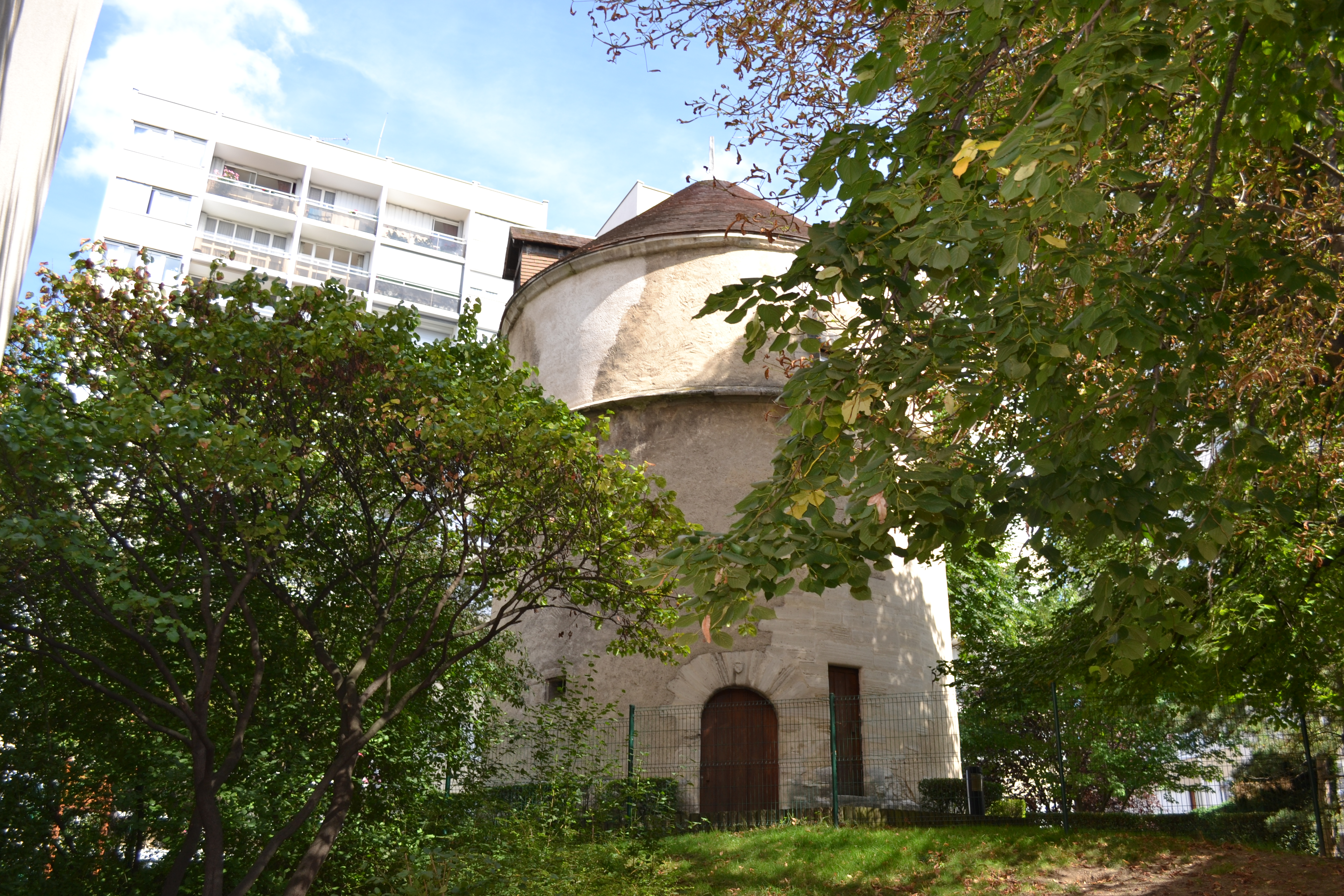
Historisches Taubenhaus
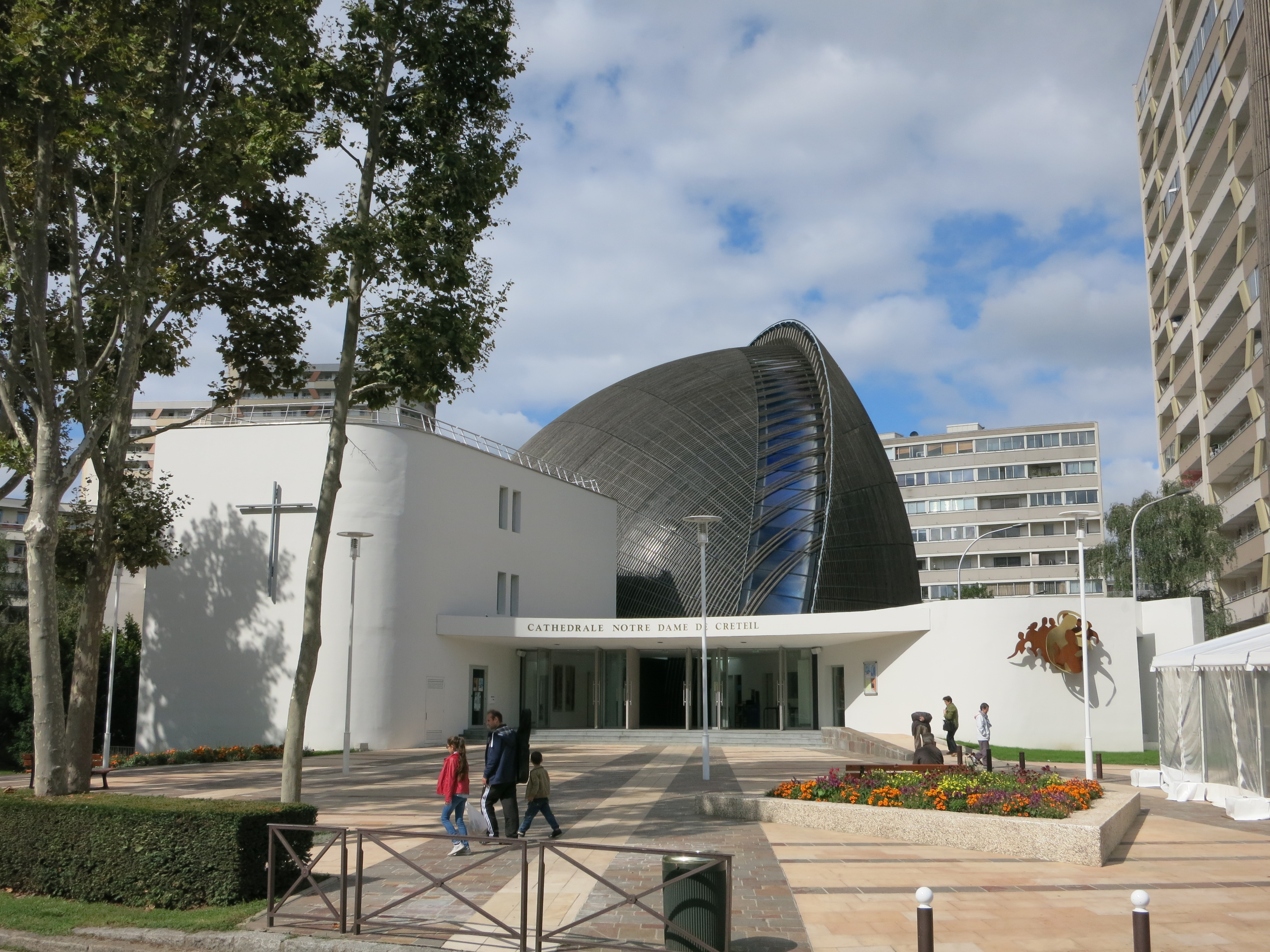
Kathedrale
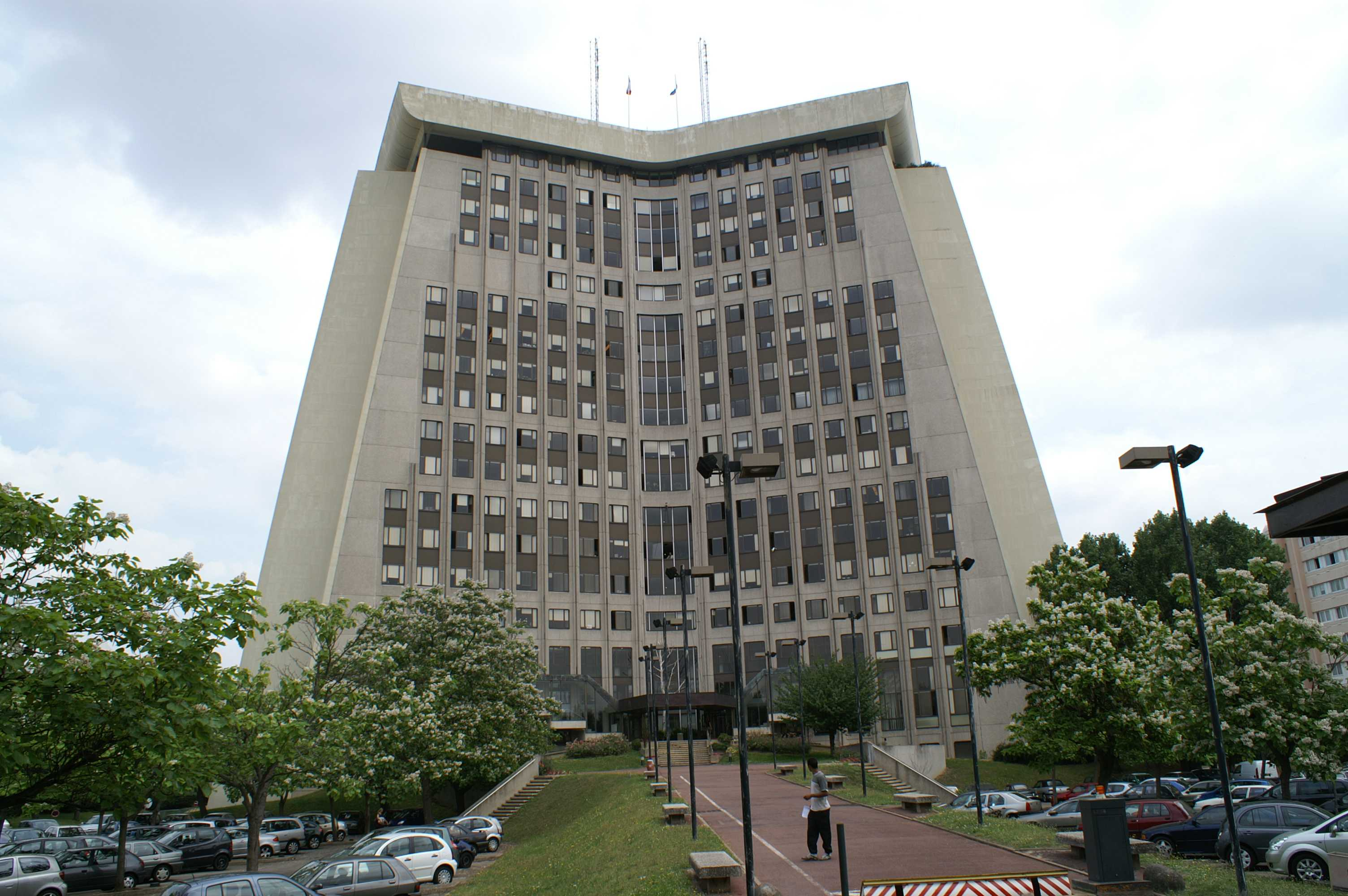
Justizpalast

## Städtepartnerschaften
- Partnerstädte von Créteil sind:[2]
  -  Kirjat Jam (Israel) seit 1978
  -  Salzgitter (Deutschland) seit 1980
  -  Les Abymes (Frankreich) seit 1981
  -  Falkirk (Vereinigtes Königreich) seit 1983
  -  Mataró (Spanien) seit 1991
  -  Loulé (Portugal) seit 2016
- Kooperationsabkommen bestehen mit:
  -  Cotonou (Benin), seit 1986
  -  Jerewan (Armenien), seit 1999
  -  Playa (Kuba), seit 2002

## Persönlichkeiten
- Jacques Barzun (1907–2012), Philosoph und Historiker
- Philippe Chatrier (1926–2000), Journalist, Tennisspieler und -funktionär
- Claude Delarue (1944–2011), Schweizer und französischer Schriftsteller, Literaturkritiker und Verlagsmitarbeiter, in Créteil gestorben
- Jean Klein (1944–2014), Steuermann im Rudern
- Pierre Trentin (* 1944), Radrennfahrer
- Sheila (* 1945), Sängerin
- Stéphane Caristan (* 1964), Leichtathlet
- Stéphane Cordinier (* 1970), Handballspieler
- Sammy Traoré (* 1976), malischer Fußballspieler
- Sylviane Félix (* 1977), Sprinterin
- Marc Raquil (* 1977), Sprinter
- Maxim Nucci (Yodelice) (* 1979), Musiker und Produzent
- Laëtitia Tonazzi (* 1981), Fußballspielerin
- Christopher Samba (* 1984), kongolesischer Fußballspieler
- Mohamed Diamé (* 1987), Fußballspieler
- Camille Serme (* 1989), Squashspielerin
- Maxime Biamou (* 1990), Fußballspieler
- Estelle Mossely (* 1992), Boxerin
- Ibrahim Sissoko (* 1995), französisch-malischer Fußballspieler
- Cynthia Leduc (* 1997), Sprinterin
- Djibril Diani (* 1998), Fußballspieler
- Enzo Hodebar (* 1999), Leichtathlet
- Jason Mbock (* 1999), französisch-kamerunischer Fußballspieler
- Dan-Axel Zagadou (* 1999), Fußballspieler
- Ethan Cormont (* 2000), Stabhochspringer
- Dilane Bakwa (* 2002), Fußballspieler
- Taky Marie-Divine Kouamé (* 2002), Bahnradsportlerin
- Coli Saco (* 2002), malisch-französischer Fußballspieler
- Armel Traoré (* 2003), Basketballspieler
- Sékou Doucouré (* 2005), französisch-malischer Fußballspieler
- Ilyes Housni (* 2005), französisch-marokkanischer Fußballspieler
- Yaël Mouanga (* 2005), französisch-kongolesischer Fußballspieler
- Emran Soglo (* 2005), englisch-französischer Fußballspieler
- Nolan Traoré (* 2006), Basketballspieler